# وزارت عدلیه
وزارت عدلیه افغانستان یکی از وزارتخانه‌های افغانستان می‌باشد که وظیفه حل اختلافات، مجازات نقض کنندگان قانون و اجرای صحیح قوانین را بر عهده دارد. تاریخچه وزارت عدلیه افغانستان به سال‌های ۱۲۹۸ و در زمان امان‌الله خان بازمی‌گردد. وزیر کنونی عدلیه افغانستان عبدالبصیر انور می‌باشد.

## پیشینه
از قرن‌های گذشته محکمه‌ها در افغانستان وجود داشتند و پادشاهان افرادی را برای قضاوت تعیین می‌کردند. اما سیستم قضایی در افغانستان در زمان امان‌الله خان در سال ۱۲۹۸ پایه‌گذاری شد.

### دوره امان‌الله خان
که زمان امان‌الله خان به نام نظارت عدالت یاد می‌شد و اولین وزیر آن محمد ابراهیم‌خان بارکزی بود. در آن موقع چهار محکمه به نام‌های محکمه اصلاحیه، محکمه ابتدائیه، محکمه مرافعه و محکمه تمیز وجود داشت. هر پرونده دعاوی ابتدا به محکمه اصلاحیه فرستاده می‌شد، در صورتی که طرفین راضی نمی‌شدند پرونده به محکمه ابتدائیه ارجاء داده می‌شد.

#### تشکیلات وزارت عدلیه در دوره امان‌الله خان
در نظام‌نامه که در سال ۱۳۰۰ به نشر رسیده بود ترکیبات وزارت عدلیه افغانستان به شرح زیر بود:
- مدیریت امور حقوقیه
- مدیریت امور اجرائیه
- مدیریت امور تجاریه
- مدیریت امور مأمورین
- مدیریت مکتوب نویسی

#### ترکیب قضات وزارت عدلیه در دوره امان‌الله خان
در آن دوره که وزارت عدلیه تأسیس یافته بود ترکیب قضات وزارت عدلیه به شرح زیر بود:
- قاضی عسکر
- قاضی مرافعه حقوق
- قاضی مرافعه جزا
- قاضی ابتدائیه حقوق
- قاضی ابتدائیه جزا
- قاضی محکمه مأمورین ابتدائیه و مرافعه
- قاضی وثیقه‌جات
- قاضی محکمه اصلاحیه

### دوره حبیب‌الله کلکانی
در دوره حکومت حبیب‌الله کلکانی وزارت عدلیه‌ای وجود نداشت و ملاها و افرادی حضور داشتند که قضایا را فیصله می‌کردند. البته یک مجلسی به نام تنظیم اسلامیه نیز وجود داشت.

### دوره نادر خان
نادر خان پس رسیدن به قدرت وزارت عدلیه را بار دیگر تأسیس و در ابتدا فضل عمر مجددی و بعداً فضل احمد مجددی را در رأس وزارت عدلیه و صلاحیت‌های وسیع مقرر کرد. بعد در اصول نامه‌ای که در سال ۱۳۰۹ خود شخصاً وزارت عدلیه را سرپرستی می‌کرد و شخصی به نام محمدقاسم کوهستانی در سمت قاضی قضات حضور داشت.

### دوره ظاهر شاه
در دوره حکومت چهل ساله ظاهر شاه و مقرر شدن سه صدراعظم در آن دوره و تعدیلات و اصلاحات قانون اساسی، بارها تغییرات متعددی در سیستم قضایی کشور به وجود آمد که عمده‌ترین تغییرات در تشکیلات وزارت عدلیه به شرح زیر است:
| تشکیلات وزارت عدلیه در زمان ظاهر شاه                                                            | تشکیلات وزارت عدلیه در زمان ظاهر شاه                                                  | تشکیلات وزارت عدلیه در زمان ظاهر شاه                                                                                         | تشکیلات وزارت عدلیه در زمان ظاهر شاه | تشکیلات وزارت عدلیه در زمان ظاهر شاه | تشکیلات وزارت عدلیه در زمان ظاهر شاه |
| ۱۳۱۱                                                                                            | ۱۳۲۱                                                                                  | ۱۳۳۲ | ۱۳۳۵ | ۱۳۴۰ | ۱۳۴۵ |
| ----------------------------------------------------------------------------------------------- | ------------------------------------------------------------------------------------- | --- | --- | --- | --- |
| - وزیر عدلیه - معین - رئیس تمیز - رئیس اصلاحیه - رئیس جمعیت العلما - مدیر مأمورین - مدیر محاسبه | - وزیر عدلیه - رئیس تمیز - رئیس جمعیت العلما - مدیر مأمورین - مدیر اوراق - مدیر کنترل | - وزیر عدلیه - معین - رئیس تمیز - رئیس جمعیت العلما - مدیر تفتیش - مدیر قلم مخصوص - مدیر اجرائیه - مدیر مأمورین - مدیر کنترل | - وزیر - معین - مدیر قلم مخصوص - مدیر عمومی تدوین قوانین - رئیس تمیز - رئیس جمعیت العلما - مدیر عمومی تفتیش - مدیر مأمورین - مدیر مجله فلاح - مدیر لوازم - مدیر اوراق | - وزیر - معین - رئیس تمیز - رئیس جمعیت العلما - مدیر عمومی تدوین قوانین - مدیر قلم مخصوص - مدیر عمومی اداری - مدیر بودجه - مدیر مأمورین - مدیر محاسبه - مدیر اوراق - مدیر خدمات | - وزیر - معین - مدیریت قلم مخصوص - ریاست عالی څارنوالی - ریاست جمعیت العلماء - ریاست عمومی تقنین - ریاست قضایای حکومت - ریاست دارالتادیب - مدیریت عمومی تفتیش - مدیریت حقوق مرکز - مدیریت ارتباط خارجه - مدیریت جریده رسمی - مدیریت عمومی ثبت اسناد و املا |

### پس از اصلاح قانون اساسی ۱۳۴۳
در سال ۱۳۴۳ قانون اساسی افغانستان به تصویب رسید که در آن قانون اصلاحات متعددی صورت گرفت از جمله
- تأسیس قوه مستقل قضایی کشور با نام ستره محکمه و استقلال آن از وزارت عدلیه.
- تأسیس ریاست قضایای دولت به منظور دفاع از منافع دولت در برابر اشخاص
- مجزا شدن اداره مرکزی حقوق و الحاق آن با وزارت عدلیه[۱]

### دوره داوود خان
پس از تشکیل دولت جمهوری توسط داوود خان شورای عالی قضا با وزارت عدلیه ادغام شد و تشکیلات وزارت عدلیه به شرح زیر تعیین شد:
- آمریت عمومی اداری قوه قضائیه
- محکمه اختصاصی پولیس
- ادارهٔ تفتیش قضائی، ادارهٔ تدقیق و مطالعات
- ریاست ذاتیه قضا، ریاست تحریرات و مراقبت قضا
- ریاست وثایق و ثبت اسناد
- ریاست اداری قضا
- اداره عالی لوی څارنوالی
- ریاست عمومی تقنین
- ادارهٔ عالی اوقاف
- ریاست قضایای حکومت
- ریاست جمعیت العلما
- ریاست دارالتادیب
- مدیریت عمومی حقوق و مدیریت عمومی تحریرات

### دوره حزب دموکراتیک خلق
پس از کودتای هفت ثور بار دیگر قوه قضائیه از وزارت عدلیه جدا و وزارت عدلیه فعالیت‌های مربوط به خود را که در قانون آمده بود اجرا می‌کرد.

### دوره جمهوری اسلامی
پس از سقوط طالبان و تشکیل نظام جمهوری اسلامی در افغانستان، وزارت عدلیه به عنوان یکی از وزارتخانه‌های افغانستان تعیین شد که در چهارچوب قانون تشکیلات اساسی دولت فعالیت کرده و موارد زیر برخی از فعالیت‌های این وزارتخانه می‌باشد:
- ترتیب مسوده‌های قوانین و فرامین مقام ریاست جمهوری اسلامی افغانستان.
- ارائه مشوره‌های قانونی و حقوقی به وزارت‌ها و ادارات دولتی.
- تلاش جهت ارتقای سطح آگاهی حقوقی عامه.
- تنظیم و صدور جواز نامه‌های فعالیت وکلای مدافع، رهنمای معاملات و عریضه نویسان.
- دفاع از ملکیت و منافع مادی دولت و در صورت لزوم اقامه دعوی علیه مدیونین دولت.
- بررسی اساسنامه‌های احزاب سیاسی و سازمان‌های اجتماعی، ثبت و صدور جواز فعالیت رسمی برای آنها.

#### قانون سنگسار
در پیش نویسی قانون جزایی افغانستان که در سال ۱۳۹۲منتشر شده بود، در بخش‌هایی از آن مجازات سنگسار، قطع دست و صد ضربه شلاق را به عنوان مجازات آمده بود که مورد نگرانی سازمان‌های حقوق بشری و جامعه جهانی شد. بعدها وزارت عدلیه اعلام کرد که قصد ندارد حکم سنگسار را وارد مجازات‌های قانون اساسی کند و جرایم، حدود، قصاص و دیه تغییری نخواهد کرد.

#### حمله طالبان به وزارت عدلیه
طالبان در ۲۹ ثور ۱۳۹۴ در یک حمله انتحاری به وزارت عدلیه ۲۹ کارمند این وزارتخانه را کشته و زخمی کردند. آن‌ها در پیامی دلیل حمله خود را بد رفتاری دولت با زندانیان گروه خود عنوان کردند.

## وزیران عدلیه افغانستان
لیست وزیران عدلیه افغانستان از زمان تأسیس این وزارتخانه:
| دوره            | وزیر                    | دوره              | وزیر                   |
| --------------- | ----------------------- | ----------------- | ---------------------- |
| امان‌الله خان    | محمد ابراهیم خان بارکزی | محمد داوود خان    | دکتر عبدالمجید         |
| امان‌الله خان    | سردار حیات الله خان     | محمد داوود خان    | وفی الله سمیعی         |
| حبیب‌الله کلکانی | وجود نداشت.             | حزب دموکراتیک خلق | عبدالحکیم شرعی جوزجانی |
| محمد نادر خان   | فضل عمر مجددی           | حزب دموکراتیک خلق | عبدالرشید آرین         |
| محمد نادر خان   | فضل احمد مجددی          | حزب دموکراتیک خلق | عبدالوهاب صافی         |
| محمد ظاهر شاه   | فضل عمر مجددی           | حزب دموکراتیک خلق | محمد بشیر بغلانی       |
| محمد ظاهر شاه   | میر عطا محمد حسینی      | حزب دموکراتیک خلق | غلام محیی‌الدین دریز    |
| محمد ظاهر شاه   | میر سید قاسم خان        | مجاهدین           | جلال‌الدین حقانی        |
| محمد ظاهر شاه   | سید عبدالله خان         | مجاهدین           | معراج‌الدین خروتی       |
| محمد ظاهر شاه   | سید شمس‌الدین مجروح      | طالبان            | نورالدین ترابی         |
| محمد ظاهر شاه   | عبدالحکیم طبیبی         | جمهوری اسلامی     | عبدالرحیم عباس کریمی   |
| محمد ظاهر شاه   | محمد حیدر خان           | جمهوری اسلامی     | غلام سرور دانش         |
| محمد ظاهر شاه   | محمد احسان تره‌کی        | جمهوری اسلامی     | حبیب‌الله غالب          |
| محمد ظاهر شاه   | محمد اصغر               | جمهوری اسلامی     | سید یوسف حلیم          |
| محمد ظاهر شاه   | عبدالستار سیرت          | جمهوری اسلامی     | عبدالبصیر انور         |
| محمد ظاهر شاه   | محمد انور ارغندیوال     |                   |                        |

## تشکیلات وزارت عدلیه
تشکیلات کنونی وزارت عدلیه افغانستان به شرح زیر می‌باشد:
| وزارت عدلیه افغانستان        | وزارت عدلیه افغانستان                                       | وزارت عدلیه افغانستان                                       | وزارت عدلیه افغانستان | وزارت عدلیه افغانستان | وزارت عدلیه افغانستان | وزارت عدلیه افغانستان                     | وزارت عدلیه افغانستان        | وزارت عدلیه افغانستان        | وزارت عدلیه افغانستان           |
| ---------------------------- | ----------------------------------------------------------- | ----------------------------------------------------------- | --------------------- | --------------------- | --------------------- | ----------------------------------------- | ---------------------------- | ---------------------------- | ------------------------------- |
| معین مسلکی مافوق رتبه        | معین مسلکی مافوق رتبه                                       | معین مسلکی مافوق رتبه                                       | ریاست دفتر            | ریاست تفتیش داخلی     | ریاست پلان و پالیسی   | ریاست روابط بین‌المللی و هماهنگی با موسسات | معین مالی و اداری مافوق رتبه | معین مالی و اداری مافوق رتبه | معین مالی و اداری مافوق رتبه    |
| ریاست عمومی مساعدت‌های حقوقی  | ریاست عمومی انستیتوت امور قانونگذاری و تحقیقات علمی - حقوقی | ریاست عمومی انستیتوت امور قانونگذاری و تحقیقات علمی - حقوقی |                       |                       |                       |                                           | ریاست مالی و اداری           | ریاست نشریات                 | ریاست انسجام بررسی و ثبت جوازها |
| ریاست عمومی قضایای دولت      | ریاست عمومی حقوق مرکز                                       | ریاست عمومی مرکز اصلاح و تربیت اطفال                        | ریاست منابع بشری      | آمریت تدارکات         | آمر واحد جندر         |                                           |                              |                              |                                 |
| ریاست قضایای دولت ولایت کابل | ریاست حقوق ولایت کابل                                       | ریاست مرکز اصلاح و تربیت اطفال ولایت کابل                   |                       |                       |                       |                                           |                              |                              | کارشناس واحد جندر               |